# Kukkasjärvi (sjö i Kuhmois, Mellersta Finland)
Kukkasjärvi är en sjö i kommunen Kuhmois i landskapet Mellersta Finland i Finland. Sjön ligger 118,1 meter över havet. Arean är 66 hektar och strandlinjen är 7,35 kilometer lång. Sjön  ingår i Kumo älvs huvudavrinningsområde.   Den ligger omkring 88 kilometer söder om Jyväskylä och omkring 150 kilometer norr om Helsingfors. 